# Kerstorchidee
De kerstorchidee (Cattleya trianae) is een rechtopstaande, epifytische orchidee met onder elk blad langwerpige, verdikte stengeldelen, die door een vliezige schede worden omgeven. De bladeren zijn riemvormig, leerachtig, langs de middennerf licht gevouwen, 15–25 cm lang en 4–8 cm breed. 
Er groeien een tot vier bleekroze bloemen per stengel. Ze zijn 15–18 cm groot. De bloemen bestaan uit drie smalle, buitenste bloemdekbladen, twee binnenste, eironde zijwaarts gerichte bloemdekbladen en een buisvormig opgerolde, van boven nog open lip met een karmijnrode, gekroesde zoom en een gele tot oranje hals. De vruchten zijn eivormige tot langwerpige doosvruchten met uitstekende, overlangse ribben. 
De kerstorchidee is de nationale bloem van Colombia, maar in het wild is hij daar nauwelijks meer te vinden. In Europa bloeit deze orchidee van december tot februari, dus ook tijdens de kerst, waar deze plant zijn Nederlandse naam aan ontleend. Er bestaan zuiver witte, gele, rode, violette en lavendelblauwe cultivars.